# Marília AC
Marília AC is een Braziliaanse voetbalclub uit de stad Marília, in de deelstaat São Paulo. De club werd opgericht in 1942.